# Sông Hinh (huyện)
Sông Hinh là một huyện thuộc tỉnh Phú Yên, Việt Nam.

## Địa lý
Huyện Sông Hinh nằm ở phía tây nam của tỉnh Phú Yên, ôm trọn hồ thủy điện Sông Hinh, nằm trên Quốc lộ 29 đi Đắk Lắk, cách thành phố Tuy Hòa khoảng 60 km về hướng tây, có vị trí địa lý:
- Phía đông giáp huyện Tây Hòa và huyện Vạn Ninh, tỉnh Khánh Hòa
- Phía tây giáp huyện Ea Kar, tỉnh Đắk Lắk và huyện Krông Pa, tỉnh Gia Lai
- Phía nam giáp huyện M'Drắk, tỉnh Đắk Lắk và thị xã Ninh Hòa, tỉnh Khánh Hòa
- Phía bắc giáp huyện Sơn Hòa.

Huyện có diện tích xấp xỉ 890,27 km², dân số khoảng 58.700 người (2019). Có gần 50% là người dân tộc thiểu số, chủ yếu là người Ê Đê. Sông Hinh hội tụ 19 dân tộc khác nhau đến từ mọi miền tổ quốc về đây đoàn kết cùng sinh sống.
Quốc lộ 29 là con đường huyết mạch của Sông Hinh nối với vùng kinh tế Tây Nguyên và tuyến đường Đông Trường Sơn đi ngang qua địa bàn huyện tạo điều kiện thuận lợi cho việc thông thương với các tỉnh Tây nguyên.

## Hành chính
Huyện Sông Hinh có 11 đơn vị hành chính cấp xã trực thuộc, bao gồm thị trấn Hai Riêng (huyện lỵ) và 10 xã: Đức Bình Đông, Đức Bình Tây, Ea Bá, Ea Bar, Ea Bia, Ea Lâm, Ea Ly, Ea Trol, Sơn Giang, Sông Hinh.

## Lịch sử
Huyện Sông Hinh được tái lập từ ngày 25 tháng 2 năm 1985 trên cơ sở chia tách huyện Tây Sơn (tỉnh Phú Khánh) thành hai huyện Sơn Hòa và Sông Hinh.
Khi tách ra, huyện Sông Hinh gồm 6 xã: Đức Bình, Ea Bá, Ea Bia, Ea Trol, Sơn Giang và Sông Hinh.
Ngày 27 tháng 3 năm 1989, chia xã Ea Bia thành 2 đơn vị hành chính: xã Ea Bia và thị trấn Hai Riêng (thị trấn huyện lỵ huyện Sông Hinh).
Ngày 30 tháng 6 năm 1989, tỉnh Phú Yên được tái lập từ tỉnh Phú Khánh cũ, huyện Sông Hinh thuộc tỉnh Phú Yên.
Ngày 15 tháng 11 năm 1991, Ban tổ chức Chính phủ ban hành quyết định số 582-TCCP. Theo đó: 
- Chia xã Đức Bình thành hai xã: Đức Bình Đông và Đức Bình Tây
- Chia xã Ea Bá thành 2 xã: Ea Bá và Ea Bar.

Ngày 23 tháng 3 năm 1994, Chính phủ ban hành Nghị định 24-CP. Theo đó, thành lập xã Ea Lâm trên cơ sở 2.850 ha diện tích tự nhiên của xã Ea Bá và 774 ha diện tích tự nhiên, 1.374 người của 4 buôn: Bưng, Bai, Gao và Học B thuộc xã Krông Pa (huyện Sơn Hòa).
Ngày 20 tháng 8 năm 2003, thành lập xã Ea Ly trên cơ sở 8.021 ha diện tích tự nhiên và 3.104 người của xã Ea Bar.
Huyện Sông Hinh có 1 thị trấn và 10 xã như hiện nay.

## Giao thông
Hiện nay trên địa bàn huyện có 8 nhà xe xuất bến tại bến xe Sông Hinh gồm:
- Thành Ban (Sông Hinh - Sài Gòn)
- Hồng Sơn (Sông Hinh - Sài Gòn, Sông Hinh - Đà Lạt)
- Hùng Tiến (Sông Hinh - Sài Gòn)
- Cúc Tư (Sông Hinh - Sài Gòn)
- Sao Limousine (Sông Hinh - Sài Gòn)
- Quý Thảo (Sông Hinh - BMT - Sài Gòn)
- Tuấn Trung (Sông Hinh - BMT - Sài Gòn)
- Tâm Phát (Sông Hinh- BMT - Sài Gòn)
- Thanh Tuấn (Sông Hinh - Sài Gòn - Trà Vinh)
- Tân Niên (Sông Hinh - Sài Gòn)
Biển số xe máy: 78M1 (5 số), 78AM (5 số), 78R1 (4 số).

## Kinh tế, xã hội
Nguồn tài nguyên đa dạng, phong phú, tiềm ẩn với trữ lượng khá lớn: như Sắt, đá Mácma, đá dăm, đá Granittoit, đá Saphia, vàng sa khoáng… Diện tích rừng rộng 32.712,2 ha, độ che phủ đạt 42,07%, có nhiều loại gỗ quý giá trị kinh tế cao.
Ngoài ra, còn có tài nguyên nước; với Hồ thủy điện Sông Hinh, thủy điện Sông Ba Hạ, Hồ thủy điện Krông H’Năng và nhiều công trình thủy lợi rất thuận lợi cho phát triển Nông nghiệp và nuôi trồng thủy sản nước ngọt.

## Văn hóa
Mỗi dân tộc có bản sắc văn hóa riêng, tạo nên đời sống văn hóa hết sức phong phú, độc đáo, đặc biệt là di sản văn hóa vật thể và phi vật thể. Về di sản văn hóa vật thể hiện huyện Sông Hinh còn gần 600 bộ cồng chiêng các loại, 11 bộ A Ráp, đàn Tính của người Tày, đàn Đinh Klút của người ÊĐê, Tù Và của người Dao… Về di sản văn hóa phi vật thể, Sông Hinh còn gần 100 sử thi, nhiều nhất là của người Ê Đê và trên 30 nghệ nhân hát sử thi. Sử thi Sông Hinh không chỉ nhiều về số lượng, phong phú về chủ đề sáng tạo, mà chất lượng nhiều bản sử thi có giá trị về văn hóa, lịch sử, được các nhà khoa học đánh giá cao như Đam San, Xinh Nhã, Khinh Dú, Am H’Wứ...
Đồng thời, Sông Hinh cũng được xem là vùng đất của lễ hội, với nhiều lễ hội phong phú, độc đáo như: Cúng về nhà mới, cúng Giàng (Trời), cúng rẫy, cúng bến nước, cúng lúa về kho, cúng lễ cưới, trì lễ đâm trâu….Nền văn hoá đa dạng về hình thức và phong phú về thể loại, hiện còn lưu giữ nhiều nét văn hoá độc đáo, đậm đà bản sắc dân tộc như: Hát Khan, Cồng chiêng – A Ráp, Trống Đôi, Kèn Lá, Đàn Goong, Đàn Tính, Hát Then…
Bên cạnh đó trang phục Thổ cẩm của người đồng bào thiểu số cũng là nét đặc trưng được nhiều người yêu thích, bởi nét hoa văn trang trí cầu kỳ và màu sắc tươi đẹp. Đặc biệt với sinh hoạt văn hoá cộng đồng tại các nhà Rông văn hoá ở từng buôn, làng bên ché rượu cần say đắm tình người đã góp phần giữ gìn và phát huy bản sắc văn hoá riêng của từng dân tộc anh em trên địa bàn huyện.

## Du lịch
Phát huy lợi thế hiện có về thế mạnh du lịch của huyện là du lịch sinh thái tự nhiên gắn với nét văn hóa đặc trưng của đồng bào các dân tộc để phát triển các loại hình và sản phẩm du lịch. Hiện tại trên địa bàn huyện có trên 10 cơ sở ăn uống đáp ứng khoảng 2000 chỗ ngồi, chủ yếu là tại Thị trấn Hai riêng và xã Ea Ly. Một số món ẩm thực của Sông Hinh được ưa chuộng như: Cá Lăng nấu chua, Bò nấu cay mẵn, Bò nướng ống tre, rượu cần, thịt Bò khô nướng, Heo giống bản địa nấu kiểu truyền thống địa phương… Một số điểm vui chơi, giải trí như khu vực bờ hồ Trung tâm thị trấn Hai Riêng, Hồ thủy điện Sông Hinh, Hồ thủy điện Sông Ba Hạ, các thác tự nhiên… Các mặt hàng thủ công mỹ nghệ, các mặt hàng lưu niệm được chế tác từ gỗ, nhiều nghệ nhân của Hội Sinh Vật Cảnh huyện đã có những tác phẩm nghệ thuật bằng gỗ lũa, đá cảnh có giá trị đã tham gia các hội chợ triển lãm ở các tỉnh, thành trong cả nước và đạt được nhiều giải thưởng cao. Nhiều nghệ nhân đồng bào dân tộc Êđê, Bana đã giữ gìn được nghề dệt thổ cẩm, các nghề đan lát bằng thủ công rất tinh xảo có tính nghệ thuật cao, nghề làm rượu cần truyền thống của đồng bào các dân tộc thiểu số.